# الکساندر کولچنکو
الکساندر کولچنکو (اوکراینی: Олександр Кольченко؛ زادهٔ ۲۰ سپتامبر ۱۹۸۸) بازیکن بسکتبال اهل اوکراین است.